# Maxi (Soul Calibur)
Maxi (tiếng Nhật đọc là マキシ, Makishi, còn được viết là 真喜志) là nhân vật linh hồn (Soul) trong loạt game Soul Calibur. Maxi sử dụng 1 cây côn nhị khúc. Nhiều game thủ cho rằng Maxi được lấy từ hình tượng của vua nhạc Rock Elvis Presley. Maxi xuất hiện lần đầu ở Soulcalibur và trở lại trong Soulcalibur II và Soulcalibur III. Anh sẽ trở lại trong Soulcalibur IV.
Trong game, Maxi sinh vào ngày 1 tháng 5, 1563. Anh có chiều cao 174 cm và nặng 57 kg.